# Хоутон, Алансон Бигелоу
Алансон Бигелоу Хоутон (англ. Alanson Bigelow Houghton; 10 октября 1863, Кембридж, Массачусетс — 15 сентября 1941[…], Дартмут, Массачусетс) — американский политик-республиканец.
Окончил Гарвардский университет (1886). До 1889 года обучался в Европе — в Гёттингене, Берлине, Париже.
С 1902 года — вице-президент, в 1910—1918 годах президент компании "Corning Glass Works", президентом которой ранее был его отец, а основателем в 1851 году — дед.
В 1919—1922 годах — член Палаты представителей США от штата Нью-Йорк.
В 1922—1925 годах — посол США в Германии.
В 1925—1929 годах — посол США в Великобритании.
В 1928 году номинировался от республиканцев в сенат США от штата Нью-Йорк, но проиграл выборы.
Его сын Эмори (en:Amory Houghton) был послом США во Франции в 1957—1961 годах, а внук Эмо (en:Amo Houghton) — членом Палаты представителей США от Нью-Йорка в 1987—2005 годах.